# Karl-Heinz Riedle
Karl-Heinz Riedle, detto Kalle (Weiler-Simmerberg, 16 settembre 1965), è un dirigente sportivo, allenatore di calcio ed ex calciatore tedesco, di ruolo attaccante. Campione del mondo con la Germania Ovest nel 1990.

## Biografia
È padre di Alessandro Riedle, nato nel 1991 e anch'egli calciatore.

## Caratteristiche tecniche
Era un centravanti abile nel gioco aereo, distinguendosi per i numerosi gol segnati di testa. Proprio in ragione della capacità di elevazione, fu soprannominato "Gummy e "Air Riedle".

## Carriera

### Giocatore

#### Club

Riedle al Werder Brema nel 1989

La sua carriera ebbe inizio in patria, giocando per squadre minori, finché nel 1987 non venne ingaggiato dal Werder Brema. Fu allenato da Otto Rehhagel, che lo utilizzò tuttavia come ala sinistra anziché punta pura.
Il buon rendimento in Germania attirò l'interesse della Lazio del presidente Gianmarco Calleri, che lo ingaggiò nel 1990. In maglia biancoceleste formò una prolifica coppia offensiva con Rubén Sosa; realizzò il primo gol in Serie A il 30 settembre 1990, nella partita poi pareggiata contro il Milan (1-1). Durante il triennio nella capitale, segnò 30 gol in campionato: il miglior risultato raggiunto dai biancocelesti, in un'epoca complessivamente incolore della loro storia, fu il quinto posto nel campionato 1992-93.
Nel 1993 fece ritorno in Germania, firmando con il Borussia Dortmund. Tra le file della formazione giallonera si aggiudicò due titoli nazionali consecutivi, nel 1995 e 1996. Vinse inoltre la Champions League 1996-97, segnando una doppietta nella finale vinta per 3-1 con la Juventus. Giocò quindi per un biennio nel Liverpool, trovando poco spazio a causa dell'affermazione del giovane Michael Owen.
L'ultima esperienza sul campo fu sempre in Inghilterra, vestendo la maglia del Fulham dal 1999 al 2001.

#### Nazionale
Il suo esordio con la nazionale tedesca - all'epoca Germania Ovest - avvenne il 31 agosto 1988, quando segnò un gol nella partita con la Finlandia vinta per 4-0. Vinse il campionato del mondo del 1990, pur senza segnare alcun gol nel corso della competizione; fu invece capocannoniere del campionato europeo del 1992 con 3 reti, ma la squadra tedesca venne battuta in finale dalla Danimarca.
L'ultima esperienza con la Mannschaft fu ai campionato mondiale del 1994, dove segnò un gol alla Corea del Sud.

### Allenatore
Nella primavera 2000, insieme a Roy Evans (suo allenatore ai tempi del Liverpool), allenò temporaneamente il Fulham dopo l'esonero di Paul Bracewell. La coppia venne poi sostituita da Jean Tigana.

### Dopo il ritiro
In seguito al ritiro dal campo, ha intrapreso la carriera di dirigente sportivo nel Grasshopper per poi fondare l'agenzia professionale "Trustar AG". Ha poi aperto un'accademia calcistica ad Oberstaufen, la "Kalle Riedle Soccer Academy".
Ha partecipato a diverse gare automobilistiche tedesche tra il 2010 e il 2012, a bordo di una Volkswagen Scirocco. Nel 2014 entra a far parte dei quadri dirigenziali del Borussia Dortmund, squadra nella quale ha militato già da giocatore.

## Statistiche

### Presenze e reti nei club
Statistiche aggiornate al termine della carriera da calciatore.
| Stagione                 | Squadra                  | Campionato               | Campionato | Campionato | Coppe nazionali | Coppe nazionali | Coppe nazionali | Coppe continentali | Coppe continentali | Coppe continentali | Altre coppe | Altre coppe | Altre coppe | Totali | Totali |
| Stagione                 | Squadra                  | Comp                     | Pres       | Reti       | Comp            | Pres            | Reti            | Comp               | Pres               | Reti               | Comp        | Pres        | Reti        | Pres   | Reti   |
| ------------------------ | ------------------------ | ------------------------ | ---------- | ---------- | --------------- | --------------- | --------------- | ------------------ | ------------------ | ------------------ | ----------- | ----------- | ----------- | ------ | ------ |
| 1983-1984                | Augusta                  | OLB                      | 16         | 4          | -               | -               | -               | -                  | -                  | -                  | -           | -           | -           | 16     | 4      |
| 1984-1985                | Augusta                  | OLB                      | 30         | 7          | -               | -               | -               | -                  | -                  | -                  | -           | -           | -           | 30     | 7      |
| 1985-1986                | Augusta                  | OLB                      | 34         | 20         | -               | -               | -               | -                  | -                  | -                  | -           | -           | -           | 34     | 20     |
| Totale Augusta           | Totale Augusta           | Totale Augusta           | 70         | 31         |                 | -               | -               |                    | -                  | -                  |             | -           | -           | 70     | 31     |
| 1986-1987                | Blau-Weiß Berlin         | BL                       | 34         | 10         | CG              | 2               | 3               | -                  | -                  | -                  | -           | -           | -           | 36     | 13     |
| 1987-1988                | Werder Brema             | BL                       | 33         | 18         | CG              | 6               | 2               | CU                 | 10                 | 4                  | -           | -           | -           | 49     | 24     |
| 1988-1989                | Werder Brema             | BL                       | 32         | 13         | CG              | 6               | 5               | CC                 | 5                  | 1                  | SG          | 1           | 1           | 44     | 20     |
| 1989-1990                | Werder Brema             | BL                       | 20         | 7          | CG              | 4               | 2               | CU                 | 8                  | 6                  | -           | -           | -           | 32     | 15     |
| Totale Werder Brema      | Totale Werder Brema      | Totale Werder Brema      | 85         | 38         |                 | 16              | 10              |                    | 23                 | 11                 |             | 1           | 1           | 125    | 59     |
| 1990-1991                | Lazio                    | A                        | 33         | 9          | CI              | 2               | 0               | -                  | -                  | -                  | -           | -           | -           | 35     | 9      |
| 1991-1992                | Lazio                    | A                        | 29         | 13         | CI              | 4               | 0               | -                  | -                  | -                  | -           | -           | -           | 33     | 13     |
| 1992-1993                | Lazio                    | A                        | 22         | 8          | CI              | 4               | 2               | -                  | -                  | -                  | -           | -           | -           | 26     | 10     |
| Totale Lazio             | Totale Lazio             | Totale Lazio             | 84         | 30         |                 | 10              | 2               |                    | -                  | -                  |             | -           | -           | 94     | 32     |
| 1993-1994                | Borussia Dortmund        | BL                       | 22         | 4          | -               | -               | -               | CU                 | 5                  | 0                  | -           | -           | -           | 27     | 4      |
| 1994-1995                | Borussia Dortmund        | BL                       | 29         | 6          | CG              | 2               | 1               | CU                 | 9                  | 6                  | -           | -           | -           | 40     | 13     |
| 1995-1996                | Borussia Dortmund        | BL                       | 18         | 7          | -               | -               | -               | UCL                | 4                  | 1                  | -           | -           | -           | 22     | 8      |
| 1996-1997                | Borussia Dortmund        | BL                       | 17         | 7          | -               | -               | -               | UCL                | 5                  | 4                  | -           | -           | -           | 22     | 11     |
| giu.-lug. 1997           | Borussia Dortmund        | BL                       | 0          | 0          | CG+CdL          | 0+1             | 0               | UCL                | 0                  | 0                  | SG+SU+CInt  | 0           | 0           | 1      | 0      |
| Totale Borussia Dortmund | Totale Borussia Dortmund | Totale Borussia Dortmund | 86         | 24         |                 | 3               | 1               |                    | 23                 | 11                 |             | 0           | 0           | 112    | 36     |
| 1997-1998                | Liverpool                | PL                       | 25         | 6          | FACup+CdL       | 1+5             | 0               | CU                 | 3                  | 1                  | -           | -           | -           | 34     | 7      |
| 1998-1999                | Liverpool                | PL                       | 34         | 5          | FACup+CdL       | 1+1             | 0               | CU                 | 4                  | 1                  | -           | -           | -           | 40     | 6      |
| giu.-sett. 1999          | Liverpool                | PL                       | 1          | 0          | FACup+CdL       | 0+1             | 2               | -                  | -                  | -                  | -           | -           | -           | 2      | 2      |
| Totale Liverpool         | Totale Liverpool         | Totale Liverpool         | 60         | 11         |                 | 9               | 2               |                    | 7                  | 2                  |             | -           | -           | 76     | 15     |
| 1999-2000                | Fulham                   | FD                       | 20         | 5          | FACup+CdL       | 1+0             | 0               | -                  | -                  | -                  | -           | -           | -           | 21     | 5      |
| 2000-2001                | Fulham                   | FD                       | 14         | 1          | FACup+CdL       | 0               | 0               | -                  | -                  | -                  | -           | -           | -           | 14     | 1      |
| Totale Fulham            | Totale Fulham            | Totale Fulham            | 34         | 6          |                 | 1               | 0               |                    | -                  | -                  |             | -           | -           | 35     | 6      |
| Totale carriera          | Totale carriera          | Totale carriera          | 453        | 150        |                 | 41              | 24              |                    | 53                 | 24                 |             | 1           | 1           | 548    | 199    |

### Cronologia presenze e reti in nazionale
| Cronologia completa delle presenze e delle reti in nazionale ― Germania Ovest | Cronologia completa delle presenze e delle reti in nazionale ― Germania Ovest | Cronologia completa delle presenze e delle reti in nazionale ― Germania Ovest | Cronologia completa delle presenze e delle reti in nazionale ― Germania Ovest | Cronologia completa delle presenze e delle reti in nazionale ― Germania Ovest | Cronologia completa delle presenze e delle reti in nazionale ― Germania Ovest | Cronologia completa delle presenze e delle reti in nazionale ― Germania Ovest | Cronologia completa delle presenze e delle reti in nazionale ― Germania Ovest |
| Data                                                                          | Città                                                                         | In casa                                                                       | Risultato                                                                     | Ospiti                                                                        | Competizione                                                                  | Reti                                                                          | Note                                                                          |
| ----------------------------------------------------------------------------- | ----------------------------------------------------------------------------- | ----------------------------------------------------------------------------- | ----------------------------------------------------------------------------- | ----------------------------------------------------------------------------- | ----------------------------------------------------------------------------- | ----------------------------------------------------------------------------- | ----------------------------------------------------------------------------- |
| 31-8-1988                                                                     | Helsinki                                                                      | Finlandia                                                                     | 0 – 4                                                                         | Germania Ovest                                                                | Qual. Mondiali 1990                                                           | 1                                                                             | 76’                                                                           |
| 22-3-1989                                                                     | Sofia                                                                         | Bulgaria                                                                      | 1 – 2                                                                         | Germania Ovest                                                                | Amichevole                                                                    | -                                                                             |                                                                               |
| 26-4-1989                                                                     | Rotterdam                                                                     | Paesi Bassi                                                                   | 1 – 1                                                                         | Germania Ovest                                                                | Qual. Mondiali 1990                                                           | 1                                                                             |                                                                               |
| 31-5-1989                                                                     | Cardiff                                                                       | Galles                                                                        | 0 – 0                                                                         | Germania Ovest                                                                | Qual. Mondiali 1990                                                           | -                                                                             | 78’                                                                           |
| 28-2-1990                                                                     | Montpellier                                                                   | Francia                                                                       | 2 – 1                                                                         | Germania Ovest                                                                | Amichevole                                                                    | -                                                                             | 66’                                                                           |
| 30-5-1990                                                                     | Gelsenkirchen                                                                 | Germania Ovest                                                                | 1 – 0                                                                         | Danimarca                                                                     | Amichevole                                                                    | -                                                                             | 67’                                                                           |
| 15-6-1990                                                                     | Milano                                                                        | Germania Ovest                                                                | 5 – 1                                                                         | Emirati Arabi Uniti                                                           | Mondiali 1990 - 1º turno                                                      | -                                                                             | 72’                                                                           |
| 24-6-1990                                                                     | Milano                                                                        | Germania Ovest                                                                | 2 – 1                                                                         | Paesi Bassi                                                                   | Mondiali 1990 - Ottavi di finale                                              | -                                                                             | 77’                                                                           |
| 1-7-1990                                                                      | Milano                                                                        | Germania Ovest                                                                | 1 – 0                                                                         | Rep. Ceca                                                                     | Mondiali 1990 - Quarti di finale                                              | -                                                                             |                                                                               |
| 4-7-1990                                                                      | Torino                                                                        | Germania Ovest                                                                | 1 – 1 dts (4 – 3 dtr)                                                         | Inghilterra                                                                   | Mondiali 1990 - Semifinale                                                    | -                                                                             | 38’                                                                           |
| 29-8-1990                                                                     | Lisbona                                                                       | Portogallo                                                                    | 1 – 1                                                                         | Germania Ovest                                                                | Amichevole                                                                    | -                                                                             |                                                                               |
| 10-10-1990                                                                    | Stoccolma                                                                     | Svezia                                                                        | 1 – 3                                                                         | Germania Ovest                                                                | Amichevole                                                                    | -                                                                             | 60’                                                                           |
| Totale                                                                        |                                                                               | Presenze                                                                      | 12                                                                            |                                                                               | Reti                                                                          | 2                                                                             |                                                                               |

| Cronologia completa delle presenze e delle reti in nazionale ― Germania | Cronologia completa delle presenze e delle reti in nazionale ― Germania | Cronologia completa delle presenze e delle reti in nazionale ― Germania | Cronologia completa delle presenze e delle reti in nazionale ― Germania | Cronologia completa delle presenze e delle reti in nazionale ― Germania | Cronologia completa delle presenze e delle reti in nazionale ― Germania | Cronologia completa delle presenze e delle reti in nazionale ― Germania | Cronologia completa delle presenze e delle reti in nazionale ― Germania |
| Data                                                                    | Città                                                                   | In casa                                                                 | Risultato                                                               | Ospiti                                                                  | Competizione                                                            | Reti                                                                    | Note                                                                    |
| ----------------------------------------------------------------------- | ----------------------------------------------------------------------- | ----------------------------------------------------------------------- | ----------------------------------------------------------------------- | ----------------------------------------------------------------------- | ----------------------------------------------------------------------- | ----------------------------------------------------------------------- | ----------------------------------------------------------------------- |
| 19-12-1990                                                              | Stoccarda                                                               | Germania                                                                | 4 – 0                                                                   | Svizzera                                                                | Amichevole                                                              | 1                                                                       | 46’                                                                     |
| 1-5-1991                                                                | Hannover                                                                | Germania                                                                | 1 – 0                                                                   | Belgio                                                                  | Qual. Euro 1992                                                         | -                                                                       | 87’                                                                     |
| 11-9-1991                                                               | Londra                                                                  | Inghilterra                                                             | 0 – 1                                                                   | Germania                                                                | Amichevole                                                              | 1                                                                       |                                                                         |
| 16-10-1991                                                              | Norimberga                                                              | Germania                                                                | 4 – 1                                                                   | Galles                                                                  | Qual. Euro 1992                                                         | 1                                                                       | 65’                                                                     |
| 20-11-1991                                                              | Bruxelles                                                               | Belgio                                                                  | 0 – 1                                                                   | Germania                                                                | Qual. Euro 1992                                                         | -                                                                       | 43’                                                                     |
| 18-12-1991                                                              | Leverkusen                                                              | Germania                                                                | 4 – 0                                                                   | Lussemburgo                                                             | Qual. Euro 1992                                                         | 1                                                                       |                                                                         |
| 25-3-1992                                                               | Torino                                                                  | Italia                                                                  | 1 – 0                                                                   | Germania                                                                | Amichevole                                                              | -                                                                       |                                                                         |
| 2-6-1992                                                                | Brema                                                                   | Germania                                                                | 1 – 1                                                                   | Irlanda del Nord                                                        | Amichevole                                                              | -                                                                       |                                                                         |
| 12-6-1992                                                               | Norrköping                                                              | Comunità degli Stati Indipendenti                                       | 1 – 1                                                                   | Germania                                                                | Euro 1992 - 1º turno                                                    | -                                                                       |                                                                         |
| 15-6-1992                                                               | Norrköping                                                              | Germania                                                                | 2 – 0                                                                   | Scozia                                                                  | Euro 1992 - 1º turno                                                    | 1                                                                       | 67’                                                                     |
| 18-6-1992                                                               | Göteborg                                                                | Paesi Bassi                                                             | 3 – 1                                                                   | Germania                                                                | Euro 1992 - 1º turno                                                    | -                                                                       | 76’                                                                     |
| 21-6-1992                                                               | Stoccolma                                                               | Germania                                                                | 3 – 2                                                                   | Svezia                                                                  | Euro 1992 - Semifinale                                                  | 2                                                                       | 29’                                                                     |
| 26-6-1992                                                               | Göteborg                                                                | Danimarca                                                               | 2 – 0                                                                   | Germania                                                                | Euro 1992 - Finale                                                      | -                                                                       |                                                                         |
| 9-9-1992                                                                | Copenaghen                                                              | Danimarca                                                               | 1 – 2                                                                   | Germania                                                                | Amichevole                                                              | 1                                                                       |                                                                         |
| 14-10-1992                                                              | Dresda                                                                  | Germania                                                                | 1 – 1                                                                   | Messico                                                                 | Amichevole                                                              | -                                                                       | 46’                                                                     |
| 18-11-1992                                                              | Norimberga                                                              | Germania                                                                | 0 – 0                                                                   | Austria                                                                 | Amichevole                                                              | -                                                                       | 66’                                                                     |
| 24-3-1993                                                               | Glasgow                                                                 | Scozia                                                                  | 0 – 1                                                                   | Germania                                                                | Amichevole                                                              | 1                                                                       |                                                                         |
| 14-4-1993                                                               | Bochum                                                                  | Germania                                                                | 6 – 1                                                                   | Ghana                                                                   | Amichevole                                                              | -                                                                       | 46’                                                                     |
| 10-6-1993                                                               | Washington                                                              | Brasile                                                                 | 3 – 3                                                                   | Germania                                                                | U.S. Cup 1993                                                           | -                                                                       | 46’                                                                     |
| 13-6-1993                                                               | Chicago                                                                 | Stati Uniti                                                             | 3 – 4                                                                   | Germania                                                                | U.S. Cup 1993                                                           | 3                                                                       |                                                                         |
| 19-6-1993                                                               | Detroit                                                                 | Germania                                                                | 2 – 1                                                                   | Inghilterra                                                             | U.S. Cup 1993                                                           | -                                                                       |                                                                         |
| 22-9-1993                                                               | Tunisi                                                                  | Tunisia                                                                 | 1 – 1                                                                   | Germania                                                                | Amichevole                                                              | -                                                                       | 68’                                                                     |
| 13-10-1993                                                              | Karlsruhe                                                               | Germania                                                                | 5 – 0                                                                   | Uruguay                                                                 | Amichevole                                                              | 1                                                                       | 61’                                                                     |
| 17-11-1993                                                              | Colonia                                                                 | Germania                                                                | 2 – 1                                                                   | Brasile                                                                 | Amichevole                                                              | -                                                                       | 32’                                                                     |
| 29-5-1994                                                               | Hannover                                                                | Germania                                                                | 0 – 2                                                                   | Irlanda                                                                 | Amichevole                                                              | -                                                                       | 67’                                                                     |
| 2-6-1994                                                                | Vienna                                                                  | Austria                                                                 | 1 – 5                                                                   | Germania                                                                | Amichevole                                                              | -                                                                       | 62’                                                                     |
| 8-6-1994                                                                | Toronto                                                                 | Canada                                                                  | 0 – 2                                                                   | Germania                                                                | Amichevole                                                              | -                                                                       | 46’                                                                     |
| 17-6-1994                                                               | Chicago                                                                 | Germania                                                                | 1 – 0                                                                   | Bolivia                                                                 | Mondiali 1994 - 1º turno                                                | -                                                                       | 60’                                                                     |
| 27-6-1994                                                               | Dallas                                                                  | Germania                                                                | 3 – 2                                                                   | Corea del Sud                                                           | Mondiali 1994 - 1º turno                                                | 1                                                                       |                                                                         |
| 7-9-1994                                                                | Mosca                                                                   | Russia                                                                  | 0 – 1                                                                   | Germania                                                                | Amichevole                                                              | -                                                                       | 46’                                                                     |
| Totale                                                                  |                                                                         | Presenze                                                                | 30                                                                      |                                                                         | Reti                                                                    | 14                                                                      |                                                                         |

## Palmarès

### Giocatore

#### Club

##### Competizioni nazionali
- Campionato tedesco occidentale: 1

Werder Brema: 1987-1988
- Supercoppa di Germania: 3

Werder Brema: 1988
Borussia Dortmund: 1995, 1996
- Campionato tedesco: 2

Borussia Dortmund: 1994-1995, 1995-1996
- First Division: 1

Fulham: 2000-2001

##### Competizioni internazionali
- UEFA Champions League: 1

Borussia Dortmund: 1996-1997

#### Nazionale
- Bronzo olimpico: 1

Seul 1988
- Campionato mondiale: 1

Italia 1990

#### Individuale
- Capocannoniere della Coppa UEFA: 1

1989-1990 (6 gol)
- Capocannoniere del campionato europeo di calcio: 1

Svezia 1992 (3 reti)